# Leandro N. Alem (Buenos Aires)
Leandro N. Alem es una localidad del partido de Leandro N. Alem, provincia de Buenos Aires, Argentina. Se encuentra sobre la RN 7. Dista 40 km de la ciudad de Junín, 300 km de Buenos Aires, y 15 km de Vedia. Su producción agrícola en un 70% (soja, maíz, girasol), 20 producción láctea, y 10 % producción ganadera.

## Población
Cuenta con 2468 habitantes (Indec, 2010), lo que representa una reducción del 8% frente a los 2541 habitantes (Indec, 2001) del censo anterior.
| Gráfica de evolución demográfica de Leandro N. Alem entre 1960 y 2010 |
|                                                                       |
| Fuentes: INDEC                                                        |

## Historia
Fundado por Martín de Irigoyen el 28 de octubre de 1918,su medio de comunicación más importante fue el Ferrocarril General San Martín y la Ruta Nacional 7.
Luego de un crecimiento moderado, este sufre una desaceleración con la construcción de la Ruta Nacional que lo une con ciudades como Junín, Buenos Aires, Mendoza, San Luis y otras.
En 1990 se inicia la lucha por la autonomía de Vedia y creación de un municipio autónomo. Liderado por Roberto Ibáñez (a) "Don Ibañez" (n. 1 de marzo de 1934 Los Toldos), como resultado de este trabajo en el que se embarcaron muchos habitantes de la localidad , y el de otras localidades con idéntica problemática, se logra que la Cámara de Diputados de la Pcia, diera media sanción a una ley que permitiría la creación de nuevas comunas, solo en Pcia de Bs. As.

## Deportes
Clubes deportivos:
- Club Social, Deportivo y Recreativo Leandro N. Alem.
- Club social y Deportivo Martín de Yrigoyen.

## Parroquias de la Iglesia católica en Leandro N. Alem
| Arquidiócesis | Mercedes-Luján |
| ------------- | -------------- |
| Parroquia     | San Roque      |

## Fiesta De la Identidad y la Integración
Todos los años se celebra en la localidad la Fiesta de la Identidad y la Integración (anteriormente llamada Fiesta de las Colectividades) donde se encuentran las diferentes culturas de los países, se montan puestos de artesanos y de comida, se elige una representante y cierra con una banda de música popular.